# عقلانية نقدية

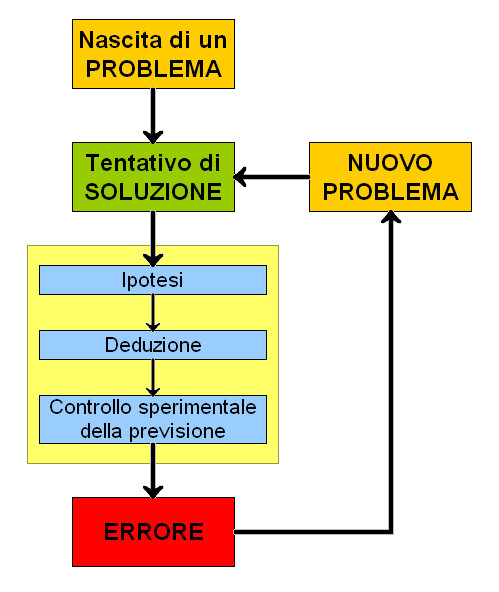

العقلانية النقدية (بالإنجليزية: Critical rationalism) هي فلسفة إبستمولوجية طورها الفيلسوف كارل بوبر. كتب بوبر عن العقلانية النقدية كتبه: منطق البحث العلمي، والمجتمع المفتوح وأعداؤه، وأسطورة الإطار، والحدس والدحض، وبحث لا ينتهي. يُعتبر إرنست غيلنر داعمًا بارزًا آخر لهذه المقاربة.

## النقد، لا الدعم
يرى العقلانيون النقديون أن النظريات العلمية أو أي نظرية تدعي انطواءها على معرفة تخضع للنقد العقلاني، بل يجب أن يقع هذا النقد، ويمكن أن تخضع لاختبارات قادرة على دحضها (إذا كان فيها محتوى تجريبي). وبالتالي، تخضع دعاوى المعرفة للتقييم والمقارنة. إما أن تكون تلك النظريات قابلة للدحض وبالتالي تجريبية (بالمعنى الواسع للكلمة)، أو أن تكون غير قابلة للدحض وغير تجريبية. تُدرج العبارات المعرفية القابلة للدحض في بنية العلوم التجريبية، ثم تتمايز المعارف طبقًا لاحتفاظها بمكانتها أو دحضها. إذا مكثت تلك المعرفة، يمكن تمييزها بالمزيد من التقييم بناءً على كمية النقد المتعرضة له، وشدة هذا النقد، ومدى احتمال النظرية محاولاتِ الدحض وتفضيل نظرية على الأخرى. النظرية المرجحة على الأقل، عندما تُفضَّل عن غيرها، توضح تباينًا بين العقلانية النقدية والرؤى الكلاسيكية عن العلم، مثل الوضعية، التي ترى أن النظرية المقبولة يجب أن تكون أكثر النظريات رجحانًا. (النظرية المرجحة على الأقل هي نظرية غنية بالمحتوى المعلوماتي ومفتوحة على الدحض المستقبلي). وضعت العقلانية النقدية نفسها بصفتها خطابًا ضد ما يراه مؤيدوها أنه فلسفات نسبية إبستمولوجيًا، خاصة فلسفة ما بعد الحداثة والمقاربات الاجتماعية. ترى العقلانية النقدية أن المعرفة موضوعية (بمعنى أنها تتبلور في العديد من التراكيب، ولا يمكن اختزالها إلى المعرفة البشرية الفردية أو ما «يعرفه» الإنسان)، وأن الحقيقة موضوعية (موجودة بمعزل عن الوساطة الاجتماعية أو التصورات الفردية، ولكنها «حقيقية حقًا»).
ولكن، تختلف المقاربة النقدية عن الرؤى التقليدية التي ترى أيضًا أن المعرفة موضوعية. (وتشمل العقلانية الكلاسيكية للتنوير، أو نظرية البرهان للوضعيين المناطقة، أو مقاربات العلوم المبنية على الاستقراء، وهو شكل مفترض من الاستدلال المنطقي يرفضه العقلانيون النقديون، بالاتفاق مع ديفيد هيوم). ترى العقلانية النقدية أن النقد هو كل ما يمكن فعله عند محاولة التمييز بين العبارات المعرفة وغيرها. العقل أورغانون (أداة) النقد، لا يدعم المعرفة ولا يبرهنها، بل يدحضها.
لا تدعم الأدلة الإيجابية (مثل «الأسباب الجيدة» لدعوى معرفية، أو «التنبؤات الصحيحة») النظرية أو المعتقد بأي شيء.
تقلب العقلانية النقدية بهذا المعنى الفهمَ الطبيعي للعقلاني التقليدي، والواقعي، رأسًا على عقب. وخاصة رؤية تفضيل النظرية إذا كانت قليلة الرجحان، على النقيض من الرؤية الوضعية التقليدية، التي ترى أن أرجح نظرية هي الأفضل. يلاحظ بوبر أن هذا «قد يوضح ملاحظة شوبنهاور أن حل المشكلة يبدو في البداية مفارقة ثم يصبح بديهية». يجب اعتبار النظرية غير المحتملة المتعارضة مع الملاحظات الحالية (والتي من ثم تكون خاطئة، مثل «كل البجع أبيض») مفضَّلةً عن تلك النظرية المتوافقة مع الملاحظات تمامًا، أو الأكثر رجحانًا (مثل «لكل البجع لون ما»). هذه الرؤية مهمة للتفريق بين القابلية الساذجة للدحض والعقلانية النقدية. تفضّل العقلانية النقدية النظريةَ الأقل رجحانًا لأن زيادة المحتوى المعلوماتي للنظرية يقلل من رجحانها الظاهري، فكلما زادت المعلومات التي تحتوي عليها العبارة، زادت الطرق التي يمكن إبطالها بها. تكمن حيثية هذه الفكرة في تسهيل إمكانية اكتشاف بطلان النظرية، وبالتالي الاستعاضة عنها بنظرية أقرب للحقيقة. لا يُقصد بهذا الطرح الإذعان لإبستمولوجيا تبريرية، مثل افتراض قابلية النظرية «للتبرير» بالتحقق من أنها غير مرجحة وبالتالي تلائم الملاحظات.
ترفض العقلانية النقدية الموقف الكلاسيكي القائل إن المعرفة اعتقاد حقيقي مبرر، ولكنها تؤيد النقيض تمامًا: أن المعرفة، على وجه العموم، هي لاعتقاد غير حقيقي غير مبرر. إنها غير مبررة بسبب عدم وجود أدلة جيدة، وغير حقيقية، لأنها تنطوي على أخطاء لم تُلاحظ على مدى مئات السنين، وليست اعتقادًا؛ لأن المعرفة العلمية، أو المعرفة التي نحتاجها لبناء طائرة، لا توجد في عقل شخص واحد. إنها متاحة مثل محتويات الكتب.